# Oben und unten

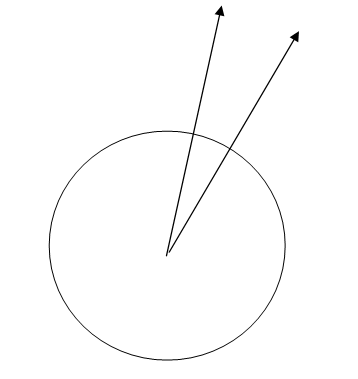
„Oben“ und „unten“ bezeichnet an unterschiedlichen Orten der Erde unterschiedliche Richtungen.

Oben und unten sind einander entgegengesetzte relative Ortsangaben. Sie nehmen in der Regel Bezug auf die Richtung der Schwerebeschleunigung und die körperliche Lageorientierung des Menschen im Erdschwerefeld. Unten bezeichnet Stellen, die sich in Wirkrichtung der Gewichtskraft befinden; oben sind Orte in Richtung entgegen der Gewichtskraft. Das Begriffspaar dient zusammen mit links und rechts sowie vorne und hinten als relative Positions- und Richtungsbezeichnung der Orientierung im Raum.
Als Richtungen aufgefasst, entspricht oben und unten der durch einen gegebenen Ort verlaufenden Lotrichtung (Vertikalen). Aufgrund der Kugelgestalt der Erde verlaufen die Lotlinien des Schwerefelds nicht parallel zueinander; daher besitzt jeder Ort seine eigene Vertikale. Für Menschen auf der gegenüberliegenden Seite der Erde sind die Richtungen oben und unten sogar komplett vertauscht. Da die Erde außerdem rotiert und keine perfekte Kugel ist, weist die Lotrichtung im Allgemeinen nicht genau zum Erdmittelpunkt. Im Geozentrum selbst gibt es kein „unten“ mehr und jede Richtung ist „oben“. Auch in einem Zustand des freien Falls, beispielsweise in einem Parabelflug oder an Bord der ISS, herrscht Schwerelosigkeit, und es gibt innerhalb dieses Systems kein Oben und Unten.

## Gegenstände

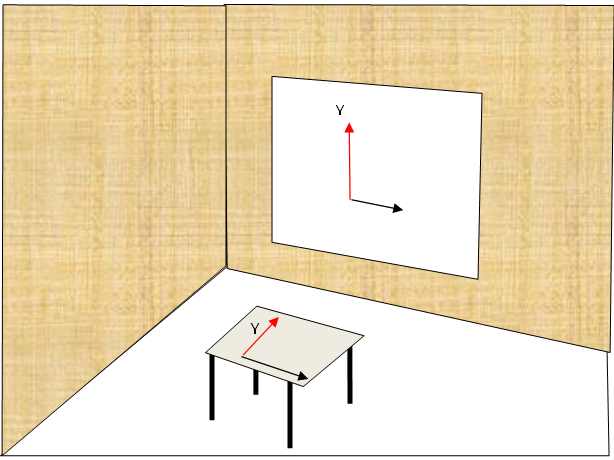
„Oben“ (roter Pfeil) bei einer Zeichnung

Gegenstände können auch unabhängig von ihrer tatsächlichen Lage ein Oben und Unten besitzen, das sich aus Bauart oder Anwendung ergibt. Zum Beispiel ist die Öffnung einer Flasche immer ihr oberes Ende, auch dann, wenn die Flasche auf einer ebenen Fläche liegt und beide Enden auf gleichem Niveau sind. Das liegt daran, dass sie dazu konstruiert wurde, mit ihrem Unterteil (Boden) auf einer ebenen Fläche stabil zu stehen, ohne ihren Inhalt zu verlieren, selbst wenn die Öffnung nicht verschlossen ist.
Auch Schriftstücken, Zeichnungen und ähnlichen Dingen wird ein Oben und Unten zugesprochen. Dies gilt auch dann, wenn sie flach auf einem Tisch liegen. Wenn das Blatt richtig herum liegt, ist unten die Seite, die dem Betrachter am nächsten ist; oben die dem Betrachter fernste Seite.

## Gesellschaft
Die Begrifflichkeit wird auch auf die Sozialstruktur angewendet, im Sinne einer Ober- und einer Unterschicht, wobei als Einteilungskriterium Werte wie Einkommen, Bildung, Herkunft oder Charakter hinzugezogen werden.

## Geographie
In der Geographie gibt es die durchgängige Konvention, dass auf Kartenmaterial die Nordseite oben und die Südseite unten ist. Eine Ausnahme hiervon bilden manche historische Karten. Bei Karten, die das Nord- oder Südpolgebiet zentral abbilden, ist eine Nord-Ausrichtung nicht möglich. Hier wird häufig der Nullmeridian auf Arktis-Karten nach unten, auf Antarktis-Karten hingegen nach oben orientiert.
Flüsse haben einen Ober- und einen Unterlauf, der auch namensgebend für Regionen wirken kann, so die Lage am Main bei Unter- und Oberfranken oder die Lage an der Donau bei Ober- und Niederbayern.
Bei benachbarten Ortschaften mit Namen wie Oberammergau (837 m ü. NHN) und Unterammergau (836 m ü. NHN) gibt der Name ebenfalls meist an, welcher Ort höher und welcher tiefer gelegen ist.